# 帕荣寺

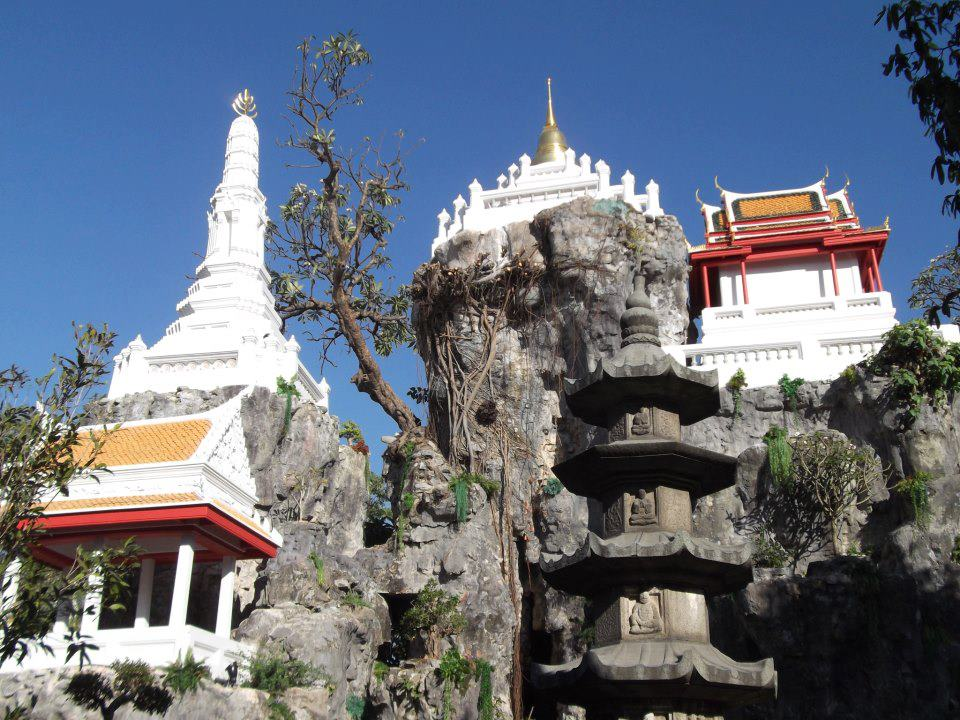
帕荣寺

帕荣寺（英語：Wat Prayon），全称帕尤拉旺萨瓦沃拉维汉寺，（羅馬化：Wat Prayurawongsawas Worawihan）是一座位于泰国曼谷吞武里县帕恰迪波路的二级皇家寺庙。曾于2009年重修。后于2013年荣获联合国教科文组织亚太区文物古迹保护奖的卓越奖。。
2014年10月16日，帕荣寺与中国的法门寺结缔为兄弟友好寺院。